# 精製水
精製水（せいせいすい）とは、蒸留や濾過やイオン交換などの手法で濃度を上げた、比較的純粋な水である。無色透明・無味無臭で、場合によっては紫外線などで滅菌または殺菌されている。

## 概要
精製水は、製造業者によって不純物濃度などに独自の基準が設けられている場合がある。
医薬品や医療用に使用されるものについては、日本薬局方に定められた物を使用する。
第十六改正日本薬局方では、「本品は、イオン交換、蒸留、逆浸透または限外濾過などを単独あるいは組み合わせたシステムにより、「常水」より製したものである。本品は、製造後速やかに用いる。ただし、微生物の増殖抑制が図られる場合、一時的にこれを保存することができる。」と定義され、試験法として、性状・純度試験（有機炭素）、導電率が規定されている。
一般には、別に定義されている、「精製水(容器入り)」が用いられ、試験法として、前記のものに加え純度試験（過マンガン酸カリウム還元性物質）、微生物限度が追加されている。
日本薬局方では、水は常水・精製水・滅菌精製水・注射用水に分類されており、精製水は科学実験の溶媒や、コンタクトレンズや医療用器具の洗浄など、雑菌が混入してもあまり影響がでない用途で使われる。
より条件の緩い用途のために（バッテリー液の補充、不凍液の希釈、一般的な器具の洗浄など）、各業者より「工業用精製水」が製造・販売されている。これらは各業者独自の基準により製造工程を簡略化しており、医療用には不適であるものの安価である。そのため、日本薬局方で定める精製水を、特に「医療用精製水」などと呼び分けることがある。